# 김민수 (1991년생 희극인)
김민수(1991년 10월 8일 ~ )는 대한민국의 희극 배우이다. 2016년 SBS 16기 공채 개그맨으로 데뷔하였다. 유튜브 개인 채널인 '먹고대학생'에 올린 '유형별 알바생 말투' 영상이 큰 관심을 받았다. 현재 스탠드업 코미디 공연을 하고 있으며(코로나19로 인해 잠정 중단), 유튜브 채널 '피식대학'에서 여러 코미디 콘텐츠와 함께 활발하게 활동하고 있다. 2021년 7월, 유튜브 '피식대학'은 구독자 136만명을 넘어서며, 많은 사랑을 받고 있다. tvN <유 퀴즈 온 더 블럭> 90회에도 출연하였다.

## 학력
- 옥동중학교 졸업
- 신정고등학교 졸업
- 한성대학교 패션학과 휴학

## 방송

### 텔레비전 프로그램
- 《웃음을 찾는 사람들 - 레전드 매치》, SBS
- 《유 퀴즈 온 더 블럭》, tvN - 90회
- 《Show Me The Money 10》, 엠넷 - 2차 예선 탈락[1]

### 기타
- 《SNL 코리아 - 리부트 시즌 1》, 쿠팡플레이
- 《유병재의 누리끼리》, 네이버나우 - 고정 출연

## 음반

### 임플란티드 키드
| 종류        | 음반 정보                                                                        | 트랙 리스트                                                                                       |
| ----------- | -------------------------------------------------------------------------------- | ------------------------------------------------------------------------------------------------- |
| 디지털 싱글 | 《누나 내가 사랑하니까》 - 발매일 : 2021년 7월 13일 - 레이블 : 샌드박스 네트워크 | - 1. 누나 내가 사랑하니까                                                                         |
| 디지털 싱글 | 《입대》 - 발매일 : 2022년 2월 14일 - 레이블 : YG플러스                          | - 1. 이등병의 DM - 2. 기믹 래퍼                                                                   |
| EP          | 《신병위로휴가》 - 발매일 : 2022년 8월 15일 - 레이블 : YG플러스                  | - 1. 가혹행위 - 2. P.X I Love You - 3. 엄마 - 4. 누나 때문에 불침번을 서 (Pt.1) - 5. 신병위로휴가 |